# 児童劇団
児童劇団（じどうげきだん）とは、子役を集めた劇団を指す。
社会教育の一環として運営されるものもあるが、基本的には株式会社の形態を取り、映画・テレビドラマ・舞台に子役を送り込む芸能事務所である。基礎的な発声練習の他、日本舞踊などの指導も行われる。
入団は子供本人の意思ではなく、親の意思であることが多い。例えば、芸能人になりたかった親が、わが子に夢を託すなどである。ただし、子役ドラマが人気を呼ぶと、主役の子役に憧れて子供が自分から進んで入団することもある。
児童劇団は社会常識などを教える稽古事という側面も持ち、必ずしも子供が芸能人になることを望んでいる親ばかりとは限らない。そのため、劇団側が対処に苦慮するケースも見られる。また、入団したからと言って、必ずしもそれが即デビューに結びつくわけではなく、出演が決まるかどうかは運に左右されることが多いと言われている。高額な月謝を支払っても、結局出演のチャンスが巡って来ず、諦めて退団する子供の方が圧倒的に多いという現実がある。更には、仮に出演が決まったとしても、オーディションや稽古・収録などには大人が付き添わなければならないし、子供の生活リズムが崩れるなどが原因で、家庭生活に影響が出ることも少なくない。
なお、児童劇団の出身者が、そのまま成人の俳優に転身できるケースはあまり多くない。「子役は大成しない」というジンクスがあるほどである。子役と成人の俳優とでは要求される技能が異なるし、親が児童劇団を稽古事と割り切っている場合には、特に子供が演劇の才能を示さなければ、小学校卒業時点か、遅くとも成人までに退団させることが多い。1980年代末に人気を博したカケフくんも、息子を普通のサラリーマンにすることを望んだ父親の意向で小学校卒業と同時に児童劇団を退団し、学業に専念し、営業職に就いたという。「サンキュー先生」で活躍した横山武志の場合も同様である。